# EGFL6
EGFL6 (англ. EGF like domain multiple 6) – білок, який кодується однойменним геном, розташованим у людей на короткому плечі X-хромосоми. Довжина поліпептидного ланцюга білка становить 553 амінокислот, а молекулярна маса — 61 317.
| 10         |  | 20         |  | 30         |  | 40         |  | 50         |
| ---------- |  | ---------- |  | ---------- |  | ---------- |  | ---------- |
| MPLPWSLALP |  | LLLSWVAGGF |  | GNAASARHHG |  | LLASARQPGV |  | CHYGTKLACC |
| YGWRRNSKGV |  | CEATCEPGCK |  | FGECVGPNKC |  | RCFPGYTGKT |  | CSQDVNECGM |
| KPRPCQHRCV |  | NTHGSYKCFC |  | LSGHMLMPDA |  | TCVNSRTCAM |  | INCQYSCEDT |
| EEGPQCLCPS |  | SGLRLAPNGR |  | DCLDIDECAS |  | GKVICPYNRR |  | CVNTFGSYYC |
| KCHIGFELQY |  | ISGRYDCIDI |  | NECTMDSHTC |  | SHHANCFNTQ |  | GSFKCKCKQG |
| YKGNGLRCSA |  | IPENSVKEVL |  | RAPGTIKDRI |  | KKLLAHKNSM |  | KKKAKIKNVT |
| PEPTRTPTPK |  | VNLQPFNYEE |  | IVSRGGNSHG |  | GKKGNEEKMK |  | EGLEDEKREE |
| KALKNDIEER |  | SLRGDVFFPK |  | VNEAGEFGLI |  | LVQRKALTSK |  | LEHKDLNISV |
| DCSFNHGICD |  | WKQDREDDFD |  | WNPADRDNAI |  | GFYMAVPALA |  | GHKKDIGRLK |
| LLLPDLQPQS |  | NFCLLFDYRL |  | AGDKVGKLRV |  | FVKNSNNALA |  | WEKTTSEDEK |
| WKTGKIQLYQ |  | GTDATKSIIF |  | EAERGKGKTG |  | EIAVDGVLLV |  | SGLCPDSLLS |
| VDD        |  |            |  |            |  |            |  |            |

A: Аланін

C: Цистеїн

D: Аспарагінова кислота

E: Глутамінова кислота

F: Фенілаланін

G: Гліцин

H: Гістидин

I: Ізолейцин

K: Лізин

L: Лейцин

M: Метіонін

N: Аспарагін

P: Пролін

Q: Глутамін

R: Аргінін

S: Серин

T: Треонін

V: Валін

W: Триптофан

Кодований геном білок за функцією належить до білків розвитку. 
Задіяний у таких біологічних процесах, як клітинна адгезія, диференціація клітин, альтернативний сплайсинг. 
Білок має сайт для зв'язування з іоном кальцію. 
Локалізований у позаклітинному матриксі, базальній мембрані.
Також секретований назовні.